# 24sata
24sata – chorwacki dziennik. Należy do gazet typu tabloid. Został założony w 2005 roku. Jego nakład wynosi ponad 100 tys. egzemplarzy.